# 村田忍
村田 忍（むらた しのぶ、1950年9月3日 - ）は、日本の映画監督である。鹿児島県出身

## 経歴
アメリカ留学後、三船プロダクションを経て、フリーランスの助監督として活動し、斉藤光正、長谷部安春に師事する。
TVドラマ『誇りの報酬』の一編にて監督デビューするも、その後もチーフ助監督を続け、TVドラマ『刑事貴族』で正式に監督へ昇進。以降、TV・ビデオ映画の両分野にて活動している。

## 主要作品

### テレビ
- ジャングル
- 刑事貴族
- 愛しの刑事
- 西遊記
- 七曲署捜査一係
- 名探偵キャサリン
- 西村京太郎サスペンス・十津川警部シリーズ
- 特命!刑事どん亀（演出）
- 浅草ふくまる旅館（演出）
- ハンチョウ〜神南署安積班〜（演出）
- 鳥羽・海になく女（1990年 テレビ東京 列島縦断事件シリーズ）
- 金曜エンタテイメント ベルナのしっぽ（1998年 フジテレビ）
- 火曜サスペンス劇場（日本テレビ）
  - 追跡3、4（1998年3月10日・8月18日）
  - 天使の居場所（2000年5月23日）
- 金曜ロードショー 太陽にほえろ!2001（2001年 日本テレビ）
- 土曜ワイド劇場（テレビ朝日）
  - 松本清張没後10年記念・黒の奔流（2002年）
  - 女刑事・左近山響子（2011年）
- 時効（2002年 民間放送連盟賞 朝日放送）
- 水曜プレミア つぐない（2004年 TBS）
- 水曜ミステリー9（テレビ東京）
  - 神楽坂署生活安全課第1作・第3作（2005年5月25日・2007年10月17日）
  - 温泉女将ふたりの事件簿第1作（2012年5月16日）
  - 山村美紗サスペンス 看護師・戸田鮎子の推理カルテ（2012年7月11日）
- ドラマ特別企画2011 帰郷（2011年 TBS）
- 月曜ゴールデン（TBS）
  - 警視・深町征爾（2012年1月30日・2013年7月8日）
  - 医師・円城寺修II 恨みの報酬（2012年）
  - SP 八剱貴志（2015年8月31日）
- 花嫁のれん 第3・4シリーズ（2014年/2015年、東海テレビ）
- 月曜名作劇場 天下御免トラック野郎 銀ちゃんの事件街道!（2016年9月26日 TBS）

### Vシネマ
- どチンピラ
- 本気!
- 東京
- 野望の群れ
- サギ師一平
- パチンコ物語